# Worcester
Pour les articles homonymes, voir Worcester (homonymie).
Worcester (prononcé [ˈwʊstəʴ] ) est une ville d'Angleterre (Royaume-Uni), chef-lieu du comté du Worcestershire. En 2015, sa population s'élevait à 101 328 habitants. Traversée par le fleuve Severn, elle est réputée pour sa cathédrale, construite aux XIIe et XIIIe siècles et restaurée dans les années 1860. Elle a le statut de cité.

## Histoire

Limites de la ville de Worcester dans le comté de Worcestershire.

Le site de Worcester est occupé au premier siècle de notre ère, lors de l'occupation romaine, le long de la liaison Gloucester-Wroxeter. Le village est probablement abandonné au début du Ve siècle, et on en retrouve ensuite trace au VIIe siècle, sous forme d'une colonie anglo-saxonne, du nom de Weogoran cester. Elle devient le siège d'un diocèse en 680, dont les limites correspondent au domaine du peuple des Hwicce. La région est progressivement absorbée par le royaume de Mercie à la fin du VIIIe siècle, puis par le Wessex au début du Xe siècle. Parmi les évêques de Worcester, l'un des plus réputés est Oswald, qui fonde une communauté monastique au sein de la cathédrale.
Le 7 novembre 1139 la ville est en partie détruite et pillée lors de l'anarchie anglaise par Robert, comte de Gloucester. Le 13 novembre Galéran IV de Meulan la reprendra en faisant de nombreux prisonniers. À la suite de la tentative du roi de France de pénétrer en Normandie, Henri II, en représailles, emprisonne Guillaume de Beauchamp dans son propre château.
Le 3 septembre 1651 se déroula la bataille de Worcester, durant laquelle Charles II essaya de reprendre l'avantage sur Oliver Cromwell. Après avoir perdu cette bataille, Charles II s'enfuit en France. Pendant cette période agitée, Worcester resta loyale à son roi, ce qui lui valut le surnom de The Faithful City, « la Ville fidèle ».

## Industrie et commerce
Au XIXe siècle, la ville était un important centre de manufacture de gants. Cette activité a depuis beaucoup décliné. Dans les industries traditionnelles, on trouve encore également une fabrique de porcelaine. De nos jours, les activités sont diversifiées, mais le produit le plus connu est la Worcestershire sauce. Worcester se vante de publier le journal quotidien le plus ancien au monde, le Berrow's Worcester Journal, dont l'origine remonterait à 1690.

## Sites et monuments

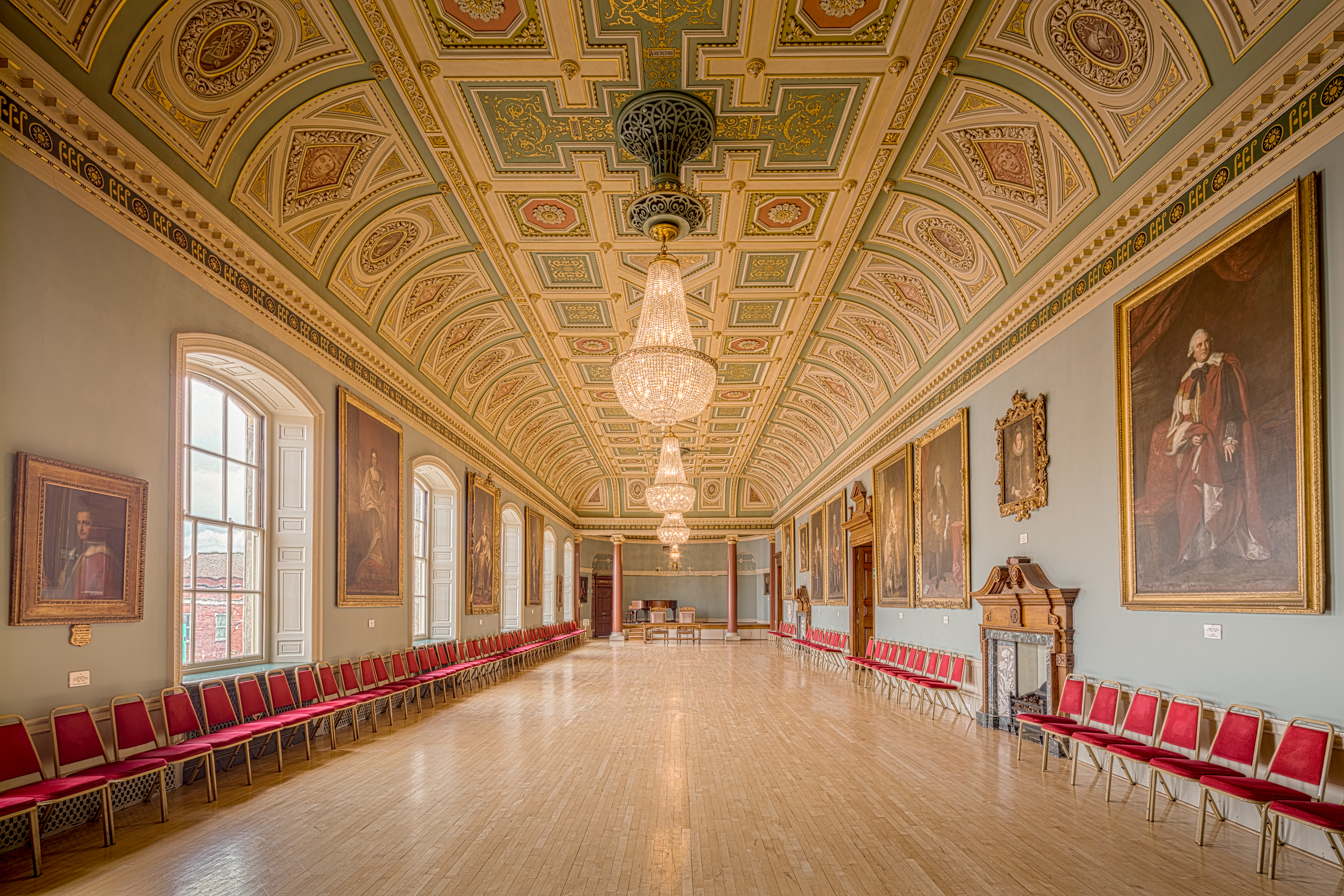
Le Worcester Guildhall, une salle de réunion.

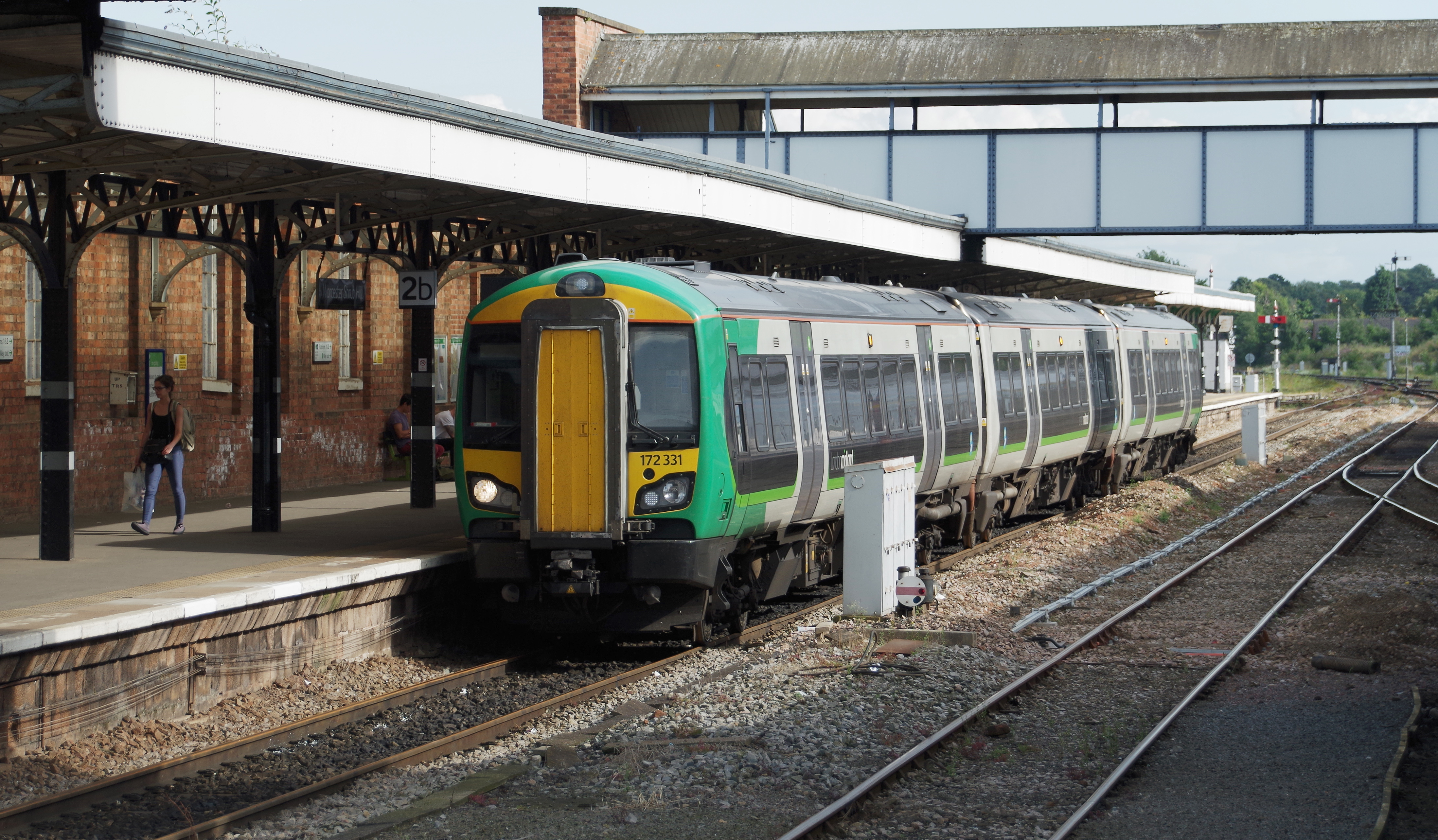
Gare de Worcester Shrub Hill.

## Culture
- Three Choirs Festival : se déroule tous les trois ans. Ce festival de musique, qui existe depuis le XVIIIe siècle, est l'un des plus anciens d'Europe. Les deux autres années, il se déroule à Gloucester et Hereford.
- Worcester Festival : nouvelle manifestation créée en 2003, présentant des spectacles de musique, théâtre, cinéma.
- Christmas Fayre : en décembre.

## Personnalités liées à la ville
- William Price (1780-1830), orientaliste, né et mort à Worcester.
- William Small (1843-1929), artiste, y est mort.
- Alice Meynell (1847-1922), s'y est convertie au catholicisme.
- Edward Elgar (1857-1934), compositeur et chef d'orchestre, est né tout près de Worcester et y est décédé.
- Louise Johnson (1940-2012), biochimiste et cristallographe britannique, y est née.
- Andy Awford, footballeur international espoirs, y est né en 1972.

## Éducation
Elle compte une université depuis 2005, l'université de Worcester ainsi qu'une école pour jeunes aveugles, le New College Worcester.

## Sports
Rugby à XV
- Worcester Warriors

Basket-ball
- Wolves de Worcester (équipe de l'université de Worcester)

Basket-ball en fauteuil roulant
- L'université de Worcester accueille les championnats d'Europe 2015 d'handibasket masculin (division A) et féminin

## Jumelages
- Clèves (Allemagne) ;
- Le Vésinet (France) depuis 1994.